# 心理結構
弗洛伊德的精神分析理论将人的心理结构的分为三个部分，即潜意识，前意识和意识。意识是人直接感知的心理。潜意识是个人的原始冲动和本能欲望，但受社会伦理和法律的约束被压抑，无法意识到。前意识则是可召回的潜意识，经有意注意和努力可转为意识。
潜意识虽在意识之下，但其不停的在暗中活动，从深层支配着人的整个心理和行为，成为人的一切动机和意图的源泉。1923 年，弗洛伊德发表《自我与本我》一书，进一步完善了他的潜意识理论，关于意识、前意识、潜意识的心理结构也被表述为本我、自我、超我组成的人格结构。